# (38725) 2000 QD130
2000 QD130 (asteroide 38725) é um asteroide da cintura principal. Possui uma excentricidade de 0.15478260 e uma inclinação de 16.50214º.
Este asteroide foi descoberto no dia 31 de agosto de 2000 por LINEAR em Socorro.